# Burujunglevliegenvanger
De burujunglevliegenvanger  (Eumyias additus; synoniem: Rhinomyias additus) is een zangvogel uit de familie Muscicapidae (vliegenvangers). Het is een endemische vogelsoort op de Zuid-Molukken.

## Kenmerken
De vogel is 15 cm lang. Het is een onopvallende vogel. Deze vliegenvanger is bruin van boven terwijl de meeste soorten uit het geslacht Eumyias blauw gekleurd zijn. Rondom het oog is de vogel donkerbruin, naar de stuit en de staart toe is de vogel meer roodbruin. De keel, borst en buik zijn witachtig met dof grijze streepjes. De snavel is bijna zwart en ook de poten zijn erg donker.

## Verspreiding en leefgebied
Deze soort is endemisch in de wouden van Buru op de zuidelijke Molukken. Over deze vliegenvanger is weinig bekend, de vogel bewoont natuurlijk tropisch bos tussen de 500 en 1500 m boven zeeniveau.

## Status
De burujunglevliegenvanger heeft een beperkt verspreidingsgebied en daardoor is de kans op uitsterven aanwezig. De grootte van de populatie is niet gekwantificeerd. Het leefgebied, vooral in de lager gelegen delen, wordt aangetast door ontbossing. Om deze redenen staat deze soort als gevoelig op de Rode Lijst van de IUCN.